# マウリツィオ・ディ・サヴォイア (1762-1799)

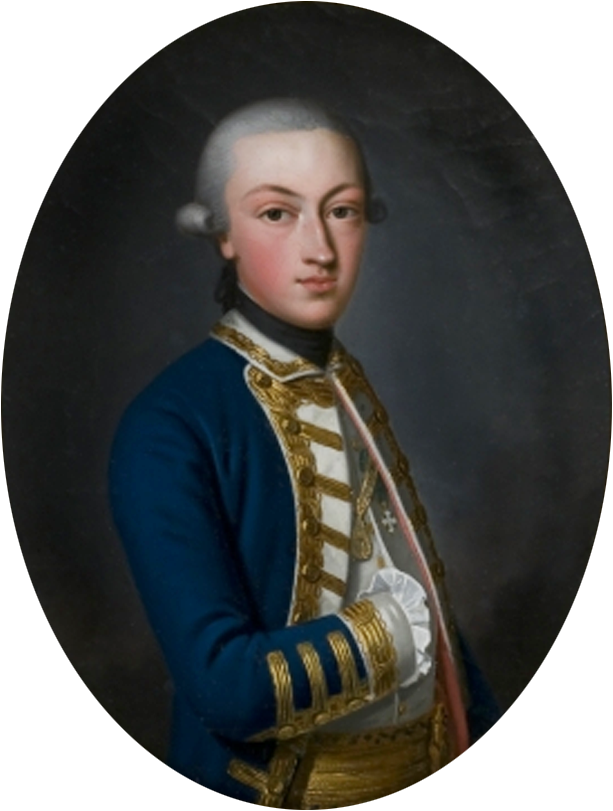
モンフェッラート公マウリツィオ、トリノ・ヴェナーリア宮殿蔵

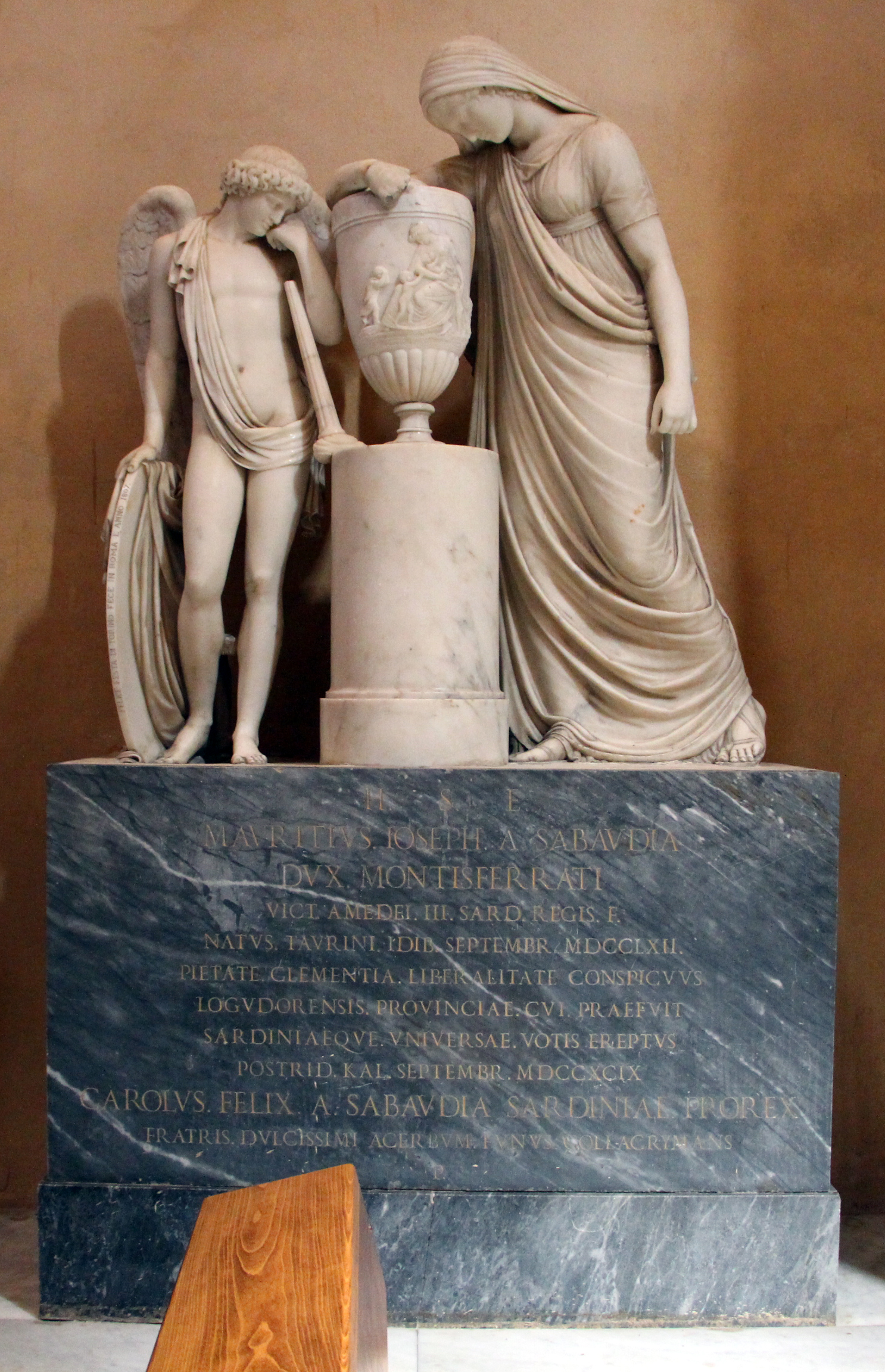
アルゲーロのサンタ・マリーア大聖堂内陣にあるモンフェッラート公爵の記念碑

マウリツィオ・ジュゼッペ・マリーア・ディ・サヴォイア（Maurizio Giuseppe Maria di Savoia, 1762年12月13日 トリノ - 1799年9月1日 アルゲーロ）は、イタリア・サヴォイア家の王子。儀礼称号はモンフェッラート公爵。
サルデーニャ王ヴィットーリオ・アメデーオ3世と、スペイン王フェリペ5世の娘である王妃マリーア・アントーニアの間の第9子・四男。誕生と同時にモンフェッラート公爵の称号を与えられ、カザーレ・モンフェッラートでは同市に因む称号を持つ王子の誕生を言祝ぐ大規模な祭典が催された。親族封（アパナージュ）として年額2000万ピエモンテ・スクードを受け取っていた。
1798年フランス軍のトリノ侵攻に伴い一族とともにサルデーニャ島に逃れ、アルゲーロのパラッツォ・カルカッソーナ（Palazzo Carcassona）に落ち着いた。翌1799年6月、島を出てローマに居を移した兄王カルロ・エマヌエーレ4世は、島に残ったマウリツィオをサッサリ州総督に任じたが、マウリツィオは同年9月に死去し、遺骸は現地アルゲーロのサンタ・マリーア大聖堂に葬られた。
死因はマラリアだったが、末弟ジュゼッペも3年後に同島で同じ病を得て死去することになる。

## 引用・脚注
1. 1 2  “Savoia”. 2010年8月26日閲覧。
2. ↑  Conti. Vincenzo de: Notizie storiche della cittá di Casale del Monferrato, Volume 10, Tipografia Mantelli, 1841, p. 229
3. ↑  Regolo. Luciano: La reginella santa: tutto il racconto della vita di Maria Cristina di Savoia, sovrana delle Due Sicilie, Simonelli Editore, 2000, p. 450
4. ↑  Memorie di religione, di morale e di letteratura, Eredi Soliani, 1833, p. 115
5. ↑  Bertolotti, Davide: Istoria della R. Casa di Savoia, Antonio Fontana, Turin, 1830, p. 289